# Wereldkampioenschappen kunstschaatsen 1913
De Wereldkampioenschappen kunstschaatsen 1913 werden gevormd door drie toernooien die door de Internationale Schaatsunie werden georganiseerd.
Voor de vrouwen was het de achtste editie, voor de paren de zesde. Deze twee kampioenschappen vonden plaats op 10 februari in Stockholm, Zweden. Stockholm was hiermee de tweede stad die voor de vijfde keer als gaststad optrad, voor Zweden gold dit als gastland. In 1897, 1901 en 1905 vond het mannentoernooi hier plaats, in 1909 de kampioenschappen voor de mannen en paren.
Voor de mannen was het de achttiende editie. Dit kampioenschap vond plaats op 23 februari in Wenen, Oostenrijk. Wenen was voor de derde keer gaststad voor een WK toernooi, in 1907 (mannen en vrouwen) en 1911 (vrouwen en paren) waren de eerste twee. Het was de vierde keer dat een WK toernooi in Oostenrijk plaatsvond, in 1908 vond in Troppau de kampioenschappen voor mannen en vrouwen plaats.
De Oostenrijker Fritz Kachler prolongeerde de wereldtitel bij de mannen. De Hongaarse Opika von Méray Horváth prolongeerde de wereldtitel bij de vrouwen. Het debuterende Oostenrijkse paar Helene Engelmann / Karl Mejstrik veroverden de wereldtitel bij de paren.

## Deelname
Er namen deelnemers uit acht landen deel aan het WK. Zij vulden een recordaantal van 23 startplaatsen in.
(Tussen haakjes het totaal aantal startplaatsen in de drie toernooien.)
| Zweden (6) Oostenrijk (5) Duitse Keizerrijk (4) Verenigd Koninkrijk (3) | Hongarije (2) Finland (1) Keizerrijk Rusland (1) Noorwegen (1) |

## Medailleverdeling
| Discipline | Goud                             | Zilver                                       | Brons                           |
| ---------- | -------------------------------- | -------------------------------------------- | ------------------------------- |
| Mannen     | Fritz Kachler                    | Willy Böckl                                  | Andor Szende                    |
| Vrouwen    | Opika von Méray Horváth          | Phyllis Johnson                              | Svea Norén                      |
| Paren      | Helene Engelmann / Karl Mejstrik | Ludowika Jakobsson-Eilers / Walter Jakobsson | Christa von Szabó / Leo Horwitz |

## Uitslagen
pc = plaatsingcijfer
| #      | naam (deelname)       | land                           | pc |
| ------ | --------------------- | ------------------------------ | -- |
| Goud   | Fritz Kachler (3)     | Vlag van Oostenrijk            | 5  |
| Zilver | Willy Böckl           | Vlag van Oostenrijk            | 13 |
| Brons  | Andor Szende (4)      | Vlag van Hongarije (1896-1915) | 16 |
| 4      | Ivan Malinin          | Vlag van Rusland               | 22 |
| 5      | Ernest Oppacher       | Vlag van Oostenrijk            | 23 |
| 6      | Harold Rooth (2)      | Vlag van Zweden                | 28 |
| 7      | Werner Rittberger (4) | Vlag van Duitse Keizerrijk     | 31 |
| 8      | Paul Metzner          | Vlag van Duitse Keizerrijk     | 40 |

| #      | naam (deelname)             | land                           | pc |
| ------ | --------------------------- | ------------------------------ | -- |
| Goud   | Opika von Méray Horváth (3) | Vlag van Hongarije (1896-1915) | 5  |
| Zilver | Phyllis Johnson (5)         | Vlag van Verenigd Koninkrijk   | 17 |
| Brons  | Svea Norén                  | Vlag van Zweden                | 17 |
| 4      | Grete Strasilla (2)         | Vlag van Duitse Keizerrijk     | 21 |
| 5      | Anna Lisa Allardt           | Vlag van Finland               | 20 |
| 6      | Magda Mauroy                | Vlag van Zweden                | 28 |
| 7      | Thea Frenssen               | Vlag van Duitse Keizerrijk     | 32 |
| 8      | Ursula Blackwood            | Vlag van Verenigd Koninkrijk   | 40 |

| Er deden zeven paren uit vijf landen mee. Voor het paar Jakobsson-Eilers / Jakobsson was het de vierde deelname (1e in 1911, 2e in 1910, 1912). Het paar Alexia Bryn-Schøien / Yngvar Bryn nam voor de derde keer deel (5e in 1909, 3e in 1912). Voor Cadogan / Cummings was het de tweede deelname, in 1912 werden ze 7e. De paren Engelmann / Mejstrik en Von Szabó / Horwitz debuteerden op het WK. Voor de paren Palm / Palm en Svensson / Thorén was het de enige deelname aan het WK. Per Thorén had eerder vijf keer deelgenomen bij de mannen. \| # \| naam (deelname) \| land \| pc \| \| ------ \| -------------------------------------------------- \| ---------------------------- \| ---- \| \| Goud \| Helene Engelmann Karl Mejstrik \| Vlag van Oostenrijk \| 9 \| \| Zilver \| Ludowika Jakobsson-Eilers (4) Walter Jakobsson (4) \| Vlag van Finland \| 9.5 \| \| Brons \| Christa von Szabó Leo Horwitz \| Vlag van Oostenrijk \| 11.5 \| \| 4 \| Alexia Bryn-Schøien (3) Yngvar Bryn (3) \| Vlag van Noorwegen \| 23 \| \| 5 \| Elly Svensson Per Thorén (6) \| Vlag van Zweden \| 24.5 \| \| 6 \| Helfried Palm Agard Palm \| Vlag van Zweden \| 30 \| \| 7 \| mw. Cadogan (2) Arthur Cumming (2) \| Vlag van Verenigd Koninkrijk \| 32.5 \| |                                                    |                              |      |
| # | naam (deelname)                                    | land                         | pc   |
| Goud | Helene Engelmann Karl Mejstrik                     | Vlag van Oostenrijk          | 9    |
| Zilver | Ludowika Jakobsson-Eilers (4) Walter Jakobsson (4) | Vlag van Finland             | 9.5  |
| Brons | Christa von Szabó Leo Horwitz                      | Vlag van Oostenrijk          | 11.5 |
| 4 | Alexia Bryn-Schøien (3) Yngvar Bryn (3)            | Vlag van Noorwegen           | 23   |
| 5 | Elly Svensson Per Thorén (6)                       | Vlag van Zweden              | 24.5 |
| 6 | Helfried Palm Agard Palm                           | Vlag van Zweden              | 30   |
| 7 | mw. Cadogan (2) Arthur Cumming (2)                 | Vlag van Verenigd Koninkrijk | 32.5 |

Medaillewinnaars

Mannen · 
Vrouwen ·
Paren · 
IJsdansen

 Toernooi

1896 · 
1897 · 
1898 · 
1899 · 
1900 · 
1901 · 
1902 · 
1903 · 
1904 · 
1905 · 
1906 · 
1907 · 
1908 · 
1909 · 
1910 · 
1911 · 
1912 · 
1913 · 
1914 · 
1915-1921 · 
1922 · 
1923 · 
1924 · 
1925 · 
1926 · 
1927 · 
1928 · 
1929 · 
1930 · 
1931 · 
1932 · 
1933 · 
1934 · 
1935 · 
1936 · 
1937 · 
1938 · 
1939 ·
1940-1946 · 
1947 · 
1948 · 
1949 · 
1950 · 
1951 · 
1952 · 
1953 · 
1954 · 
1955 · 
1956 · 
1957 · 
1958 · 
1959 · 
1960 · 
1961 · 
1962 · 
1963 · 
1964 · 
1965 · 
1966 · 
1967 · 
1968 · 
1969 · 
1970 · 
1971 · 
1972 · 
1973 · 
1974 · 
1975 · 
1976 · 
1977 · 
1978 · 
1979 · 
1980 · 
1981 · 
1982 · 
1983 · 
1984 · 
1985 · 
1986 · 
1987 · 
1988 · 
1989 · 
1990 · 
1991 · 
1992 · 
1993 · 
1994 · 
1995 ·
1996 · 
1997 · 
1998 · 
1999 · 
2000 · 
2001 · 
2002 · 
2003 · 
2004 · 
2005 · 
2006 ·
2007 ·
2008 ·
2009 ·
2010 ·
2011 ·
2012 ·
2013 ·
2014 ·
2015 ·
2016 ·
2017 ·
2018 ·
2019 · 
2020 · 
2021 ·
2022 ·
2023 ·
2024

 ISU-kampioenschappen

WK kunstschaatsen junioren ·
EK kunstschaatsen ·
Viercontinentenkampioenschap ·
Olympische Spelen